# 久保田民絵
久保田 民絵（くぼた たみえ、1945年10月1日 - ）は、日本の女優、声優。旧芸名及び本名は久保田 民栄。群馬県出身。フクダ&Co.所属。

## 来歴
明和学園短期大学家政科卒業。1998年、文化庁在外研修生としてニューヨークとロンドンで研修を受ける。
劇団雲研究生、劇団欅、劇団昴（2017年退団）、ティー・アーティストを経て、フクダ&Co.に所属。
舞台出演の傍ら、声優としても活動。
1999年からは『ハラダ製茶』のCMに出演している。

## 人物
趣味はヨガ、英語（英検2級）。

## 出演

### テレビドラマ
- 幽霊が呼んでいる（1969年）
- 男一番!タメゴロー（1970年）
- 特別機動捜査隊
  - 第532話「裏町の女」（1972年） - 啓子
  - 第663話「あたしは二十四歳の女」（1974年） - 愛子
  - 第716話「袖を着た女」（1975年） - 美紀、陽子※二役
  - 第763話「逆光線の女」（1976年） - 伊吹友子
  - 第780話「ある女の道」（1976年） - 夕子
- パパと呼ばないで - 内田の妻
  - 第1話「きっと立派に育てて見せる」（1972年）
  - 第8話「カモメがとりもつ縁かいな?」（1972年）
  - 第33話「父親3人組」（1973年）
- 快傑ライオン丸 第24話「ライオン飛行斬り対怪人トビムサシ」（1972年） - 百合
- ウルトラマンタロウ 第36話「ひきょうもの!花嫁は泣いた」（1973年） - 陽子
- 鉄人タイガーセブン 第15話「ムー帝国大侵略」、第16話「ムー帝国への挑戦」（1974年） - 佐山陽子
- 銭形平次
  - 第407話「悲しい傷跡」（1974年） - お波
- Gメン'75
  - 第4話「殺し屋刑事」（1975年） - 紅林刑事夫人
  - 第188話「新幹線ひかり131号」（1979年） - 借金苦の男の妻
- いろはの"い" 第4話「失踪」（1976年）
- ロボット110番（1977年） - ママ（中村きみ子）
- 噂の刑事トミーとマツ 第1シリーズ
  - 第8話「きまった!トミーの投げ銭」（1979年） - 山崎の妻
  - 第31話「トミマツまっ青、女の激突」（1980年）
  - 第65話「しばしお別れ、トミマツ大サービス」（1981年） - 和子の母
- 仮面ライダー (スカイライダー) 第30話「夢を食べる? アマゾンから来た不思議な少年」（1980年） - 小池先生
- 特捜最前線
  - 第166話「それは、職務質問から始まった!」（1980年）
  - 第197話「焼死体・三つの鍵の謎!」（1981年）
  - 第211話「自供・檻の中の野獣!」（1981年）
  - 第329話「父と娘のしあわせ方程式!」（1983年）
  - 第420話「女未決囚408号の告白!」（1985年）
  - 第448話「黙秘・墜ちた名門夫人!」（1986年）
  - 第475話「単身赴任誘拐事件・窓際族の身代金!」（1986年）
- 太陽にほえろ!
  - 第406話「島刑事よ、さようなら」（1980年） - 大原夫人
  - 第553話「ドックとマミー」（1983年） - 「わかば会」の保母
- 非情のライセンス 第3シリーズ 第17話「兇悪のグラビア・警視庁を売るOL」（1980年）
- 走れ!熱血刑事 第20話「謎の失踪者」（1981年） - 笠原の妻
- 宇宙刑事ギャバン 第11話「父は生きているのか? 謎のSOS信号」（1982年） - 一条寺民子
- 新五捕物帳 第174話「涙の宮参り」 （1982年） - お京
- 峠の群像（1982年） - さえ
- 木曜ファミリーワイド / 松本清張の蒼い描点（1983年） - 田倉里子
- 大奥 第1話「大奥誕生」・第2話「生みの母 育ての母」（1983年） - お信
- 新・女捜査官 第13話「風俗最前線に消えた19歳の若妻」（1983年）
- 星雲仮面マシンマン（1984年） - 美佐の母
- スクール☆ウォーズ 〜泣き虫先生の7年戦争〜（1984年） - 奥寺康代（イソップの母）
- 母ちゃんの牧場（1984年）
- 気分は名探偵（1984年） ‐ 北小路美佐子
- 土曜ワイド劇場
  - 「松本清張の高台の家」（1985年）
  - 西村京太郎トラベルミステリー 第9作「寝台急行“銀河”殺人事件」(1986年6月28日) - 新見加奈子
  - 「終着駅シリーズ9 駅」（1998年） - フロント係
  - 「ダイエット三姉妹の旅情事件簿4 釧路湿原つる姫伝説殺人」（2000年） - 天地京子
  - 「終着駅シリーズ14 砂漠の駅」（2003年） - 容子
  - 「100の資格を持つ女〜ふたりのバツイチ殺人捜査〜10」（2015年） - 神谷宣子
- 超新星フラッシュマン（1986年） - 時村節子
- どうぶつ通り夢ランド 第10話「二人だけで愛の告白?!」（1986年）
- 女ふたり捜査官 第5話「不倫で稼ぐ美人家庭教師」（1986年）
- はぐれ刑事純情派 - 安浦志津枝（遺影） 役
  - 第7シリーズ 第5話「カラオケ女医者、血痕のついた引き出物」（1994年）
- 刑事追う! 第6話「籠城」（1996年）
- 火曜サスペンス劇場
  - 「小京都ミステリー19」（1997年） - 三国玲子
- 月曜ドラマスペシャル
  - 「松本清張特別企画・聞かなかった場所」（1997年）
- 天うらら（1998年）
- 女同士（2000年）
- 安宅家の人々（2008年）
- 水曜ミステリー9
  - 「落としの鬼 刑事 澤千夏1」（2012年） - 芦川光世
- 緊急取調室（2017年） ‐ 大谷繁子

### 映画
- 卓球温泉（1998年） ‐ 高田千代子
- 審理（2008年） - 山川静江

### 舞台
- チャリング・クロス街84番地（1984年） - ジョーン・トッド 役[8]
- アルジャーノンに花束を（1990年） - パン屋の主人ドナー
- 怒りの葡萄 - 母親
- うつろわぬ愛 - ピットマンの後妻
- 海は深く青く - アン・ウェルチ
- 雲をたがやす男 - みつ
- 時おりヴァイオリンが… - セリー
- 業平（1982年） - 柏
- 八月の鯨 - セーラ
- ラインの監視（2014年） - ファニー

### CM
- ハラダ製茶「やぶ北ブレンド」および「水出し煎茶」（1999年 - ） - 姑の「おかあさま」（嫁の「さとこさん」役は塙理恵）[6][7]

### 吹き替え

#### 担当女優
ヴァネッサ・レッドグレイヴ
- 英雄の証明（ヴォラムニア）
- オスカー・ワイルド（レディ・ワイルド）
- 上海の伯爵夫人（ヴェラ・ベリンスカヤ公爵夫人）

ダイアン・ウィースト
- 壊滅暴風圏/カテゴリー6（シャーリー・アボット）※テレビ東京版
- シスターズ（ディーナ・エリス）
- フットルース（バイ・ムーア）※ソフト版

ロイス・スミス
- ツイスター（メグ・グリーン）※ソフト版
- フォーリング・ダウン（フォスター夫人）※ソフト版
- マイノリティ・リポート（アイリス・ハイネマン博士）

#### 映画
- あぁ、結婚生活（パット・アレン〈パトリシア・クラークソン〉）
- 愛さずにはいられない（アマリア〈アン・ベタンコート〉）
- 愛という名の疑惑（グルーシン医師〈リタ・ゾーハー〉）
- アイリス（校長）
- 悪夢の破片
- 新しい人生のはじめかた（マギー〈アイリーン・アトキンス〉）
- アトミック・トレイン ※ソフト版
- アメリ
- 石ころの夢
- イズント・シー・グレート
- イン&アウト（バーニース・ブラケット〈デビー・レイノルズ〉）
- イン・ハー・シューズ
- ヴァージン・フライト（アン〈ジェマ・ジョーンズ〉）
- ウーマン・トーキング 私たちの選択（アガタ〈ジュディス・アイヴィー〉）
- 海を飛ぶ夢（マヌエラ〈マベル・リベラ〉）
- ウルトラ I LOVE YOU!
- 麗しのサブリナ（モード・ララビー）※ソフト版
- エイリアン（おふくろさん〈ヘレン・ホートン〉）※フジテレビ版
- オードリー・ヘプバーン（エディス・レデラー〈本人〉[9]）
- オーバー・ザ・ムーン
- 俺は飛ばし屋/プロゴルファー・ギル（おばあちゃん〈フランセス・ベイ〉）
- カーラの結婚宣言
- 風と共に去りぬ ※テレビ東京版
- 彼女たちの時間（マチルド）
- カレンダー・ガールズ
- 君への誓い（リタ・ソーントン〈ジェシカ・ラング〉）
- キューティ・ブロンド（ストロムウェル教授〈ホランド・テイラー〉）※ソフト版
- グッバイ、レーニン!
- クリムゾン・リバー（シスター・アンドレ〈ドミニク・サンダ〉）※ソフト版
- グレン・ミラー物語（グレンの母）※テレビ東京版
- 黒馬物語 ブラック・ビューティー（ウェクスミア夫人〈エリナー・ブロン〉）
- ゴーン・フィッシン'
- 恋する40DAYS（ベヴ・サリヴァン〈メアリー・グロス〉）
- 小びとの森の物語（ケティー、エタ）※ビデオ版
- コレラの時代の愛（トランシト・アリーサ〈フェルナンダ・モンテネグロ〉）
- サーカス天国（ヘレンおばさん〈アン・シュロスフィア〉、プリシラ）
- 最後のマイ・ウェイ（シュファ・フランソワ〈モニカ・スカッティーニ〉）
- ザ・インターネット（ベネット夫人〈ダイアン・ベイカー〉）※ソフト版
- 殺人の告白（ハン・ジス〈キム・ヨンエ〉）
- 殺人療法（テレサ・マッキャン）※VHS版
- シークレット ウインドウ（ガービー）
- シェルター（バーンバーグ夫人〈フランセス・コンロイ〉）
- 史上最大の作戦 ※テレビ東京版
- 死ぬまでにしたい10のこと（アンの母〈デボラ・ハリー〉）
- ジャスト・マリッジ（サラの母〈ヴェロニカ・カートライト〉）
- ジャッカル（大統領夫人〈テス・ハーパー〉）※ソフト版
- ジャングル 2 ジャングル（パトリシア・クロムウェル〈ジョベス・ウィリアムズ〉）
- ジュリー&ジュリア（シモーヌ・ベック〈リンダ・エモンド〉）
- ジョイ・ラック・クラブ（アンメイ）
- ジョニー・イングリッシュ
- シルバーホーク
- 新ポリス・ストーリー（ウォン夫人）※ソフト版
- 人狼村 史上最悪の田舎（ローサ）
- スーパーマン（マーサ・ケント〈フィリス・サクスター〉）※テレビ朝日新録版
- スノーホワイト
- スプリット（カレン・フレッチャー医師〈ベティ・バックリー〉）
- スペース カウボーイ（バーバラ・コーヴィン〈バーバラ・バブコック〉）※日本テレビ版
- すべての美しい馬（ドナ・アルフォンサ〈ミリアム・コロン〉）
- セックス・クラブ
- 卒業（ミセス・ブラドック〈エリザベス・ウィルソン〉）※テレビ東京版
- ゾンビコップ（宝石店マネージャー〈ペギー・オブライエン〉）
- ダークマン ※テレビ朝日版
- タイタンの逆襲（クレア〈シニード・キューザック〉）
- ダイ・ハード2（老女）※テレビ朝日版
- ダイヤルM（サンドラ・ブラッドフォード〈コンスタンス・タワーズ〉）※ソフト版
- 太陽がいっぱい（ポポヴァ夫人〈エルヴィーレ・ポペスコ〉）※スター・チャンネル版
- ダンテズ・ピーク（ルース〈エリザベス・ホフマン〉）※テレビ朝日版
- 小さな魔法使いと秘密の城 リトル・ウィッチ2 ※VHS版
- TINA ティナ（ゼルマ・ブロック〈ジェニファー・ルイス〉）
- 天使のくれた時間
- 永遠に美しく… ※ソフト版
- ニル・バイ・マウス（キャス）
- 覗く女（ダグの母）
- パーフェクト・ストレンジャー（エリザベス・クレイトン〈キャスリーン・チャルファント〉）
- 裸の銃を持つ男シリーズ
  - 裸の銃を持つ男PART2 1/2（ブラムフォード〈ジャクリーン・ブルックス〉）※ソフト版
  - 裸の銃を持つ男 PART33 1/3 最後の侮辱 ※テレビ朝日版
- 裸足で散歩（エセル・バンクス〈ミルドレッド・ナトウィック〉）※Netflix版
- ハッピィブルー
- パトリオット・ゲーム（ローズ）※ソフト版
- ハプニング（ジョーンズ夫人〈ベティ・バックリー〉）
- ハリーの災難（アイビー・グレブリー〈ミルドレッド・ナトウィック〉）※BD版
- ハリー・ポッターと炎のゴブレット（マダム・マクシーム〈フランシス・デ・ラ・トゥーア〉[10]）
- ハロウィン6 最後の戦い（デブラ・ストロード〈キム・ダービー〉）
- 評決のとき（エセル・トゥイッティ〈ブレンダ・フリッカー〉）※ソフト版
- フライトプラン
- Black & White/ブラック & ホワイト（祖母〈ローズマリー・ハリス〉）
- ブロンドと柩の謎
- ベスト・フレンズ・ウェディング（イザベル・ウォーレス〈スーザン・サリヴァン〉）※ソフト版
- ベッドかざりとほうき（ホブデイ夫人）※バンダイ版
- ベル ある伯爵令嬢の恋（メアリー・マレー〈ペネロープ・ウィルトン〉）
- Hotel ホテル（マシェク）
- ポリーmy love（ヴィヴィアン・フェファー〈ミシェル・リー〉）
- ホワイトハウス狂騒曲 ※テレビ朝日版
- マーキュリー・ライジング ※テレビ朝日版
- マイ・サイエンス・プロジェクト（ドロレス〈アン・ウェッジワース〉、ニュースキャスター）
- マイヤーウィッツ家の人々 (改訂版)（ジュリア〈キャンディス・バーゲン〉）
- マトリックス リローデッド（ディラード評議員〈ロビン・ネビン〉）※フジテレビ版
- マリーゴールド・ホテルで会いましょう（ミュリエル・ドネリー〈マギー・スミス〉）
  - マリーゴールド・ホテル 幸せへの第二章
- マリア（アンナ〈ヒアム・アッバス〉）
- マルホランド・ドライブ（ココ・ルノワ〈アン・ミラー〉）
- ミシェル・ヴァイヨン（エリザベート・ヴァイヨン）
- メイド・イン・アメリカ（アルバータ〈ペギー・リア〉、老婦人1〈フィリス・エイヴリー〉）
- メリーに首ったけ（マグダ〈リン・シェイ〉）
- モーリス ※テレビ東京版
- ヤング≒アダルト（ヘッダ・ゲイリー〈ジル・アイケンベリー〉）
- ゆかいなブレディ一家/我が家がイチバン（アリス・ネルソン〈ヘンリエット・マンテル〉）
- ゆかいなブレディー家/トラブルinハワイ（アリス・ネルソン〈ヘンリエット・マンテル〉）
- 48時間 ※テレビ朝日版
- ライフ・イズ・ビューティフル（ドーラの母〈マリサ・パレデス〉）※ソフト版
- リクルート
- レインメーカー（ミス・バーディー〈テレサ・ライト〉）
- レクイエム・フォー・ドリーム（サラ・ゴールドファーブ〈エレン・バースティン〉）
- 連鎖犯罪/逃げられない女 ※旧ソフト版
- ワイアット・アープ ※テレビ東京版

#### ドラマ
- アガサ・クリスティー ミス・マープル
  - スリーピング・マーダー（フェーン夫人〈ジェラルディン・チャップリン〉）
  - 青いゼラニウム（キャロライン・コプリング〈クレア・ラッシュブルック〉）
- アグリー・ベティ4（オリヴィア〈リン・レッドグレイヴ〉）
- アナザー・ライフ〜天国からの3日間〜（デボラ判事〈ポリー・バーゲン〉）
- ER緊急救命室
  - シーズン1 #4、#15（リスバーグ〈シャロン・マッデン〉）
  - シーズン2 #14（ハニー〈パメラ・ロバーツ〉）
  - シーズン5 #16（デイナ〈バーバラ・ロバーツ〉）
  - シーズン7 #2,3（クレイガー）
  - シーズン8 #20（イタリア女性〈ヴァナ・サルヴィアティ〉）
  - シーズン11 #21（メレディス・スマート〈モリー・ヘイガン〉）
  - シーズン15 #14（コラソン〈クリスティーン・アヴィラ〉）
- インディ・ジョーンズ/若き日の大冒険
- WITHOUT A TRACE/FBI 失踪者を追え!（スアレス校長、サンディ）
- 宇宙船レッド・ドワーフ号（ベネット夫人〈ヴィッキー・オグデン〉）
- ウルトラマンパワード（白衣の女性）
- エイリアス（バーネット）
- 女弁護士ロージー・オニール（シャーロット・オニール）
- ギルモア・ガールズ（マリリン）
- 宮 -Love in Palace-（皇太后〈キム・ヘジャ〉）
- グッド・ドクター 名医の条件 シーズン4
- クリミナル・マインド5 FBI行動分析課（検視官）
- クリミナル・マインド 特命捜査班レッドセル（ヴァレリー）
- 刑事フォイル（女性判事〈ヘレン・リンジー〉）
- コールドケース6（シャロン・ラトーラ）
- コールドケース7 ザ・ファイナル（リタ・グリーソン）
- CSI:ニューヨーク7（グレース・トラヴァース）
- 宿敵 因縁のハットフィールド&マッコイ
- 新スタートレック（マリー・ピカード〈サマンサ・エッガー〉）
- 新ビバリーヒルズ青春白書（タビサ・ウィルソン〈ジェシカ・ウォルター〉）
- スタートレック:ヴォイジャー（Q裁判官）
- スタートレック:エンタープライズ（トゥレス〈ジョアンナ・キャシディ〉）（トゥポルの母）
- デスパレートな妻たち6
- 24 -TWENTY FOUR- リデンプション、シーズン7、ファイナルシーズン（アリソン・テイラー大統領〈チェリー・ジョーンズ〉）
- ハリーズ・ロー 裏通り法律事務所
- 春のワルツ
- ふたりは最高!ダーマ&グレッグ シーズン4 #11（イヴォンヌ）
- ミス・マープル 牧師館の殺人（アン・プロセロー）
- 名探偵ポワロ
  - ハロウィーン・パーティー（ロウィーナ・ドレイク）
  - ビッグ・フォー（アンドリュース夫人）
- 名探偵モンク
- ロイヤル・スキャンダル 〜エリザベス女王の苦悩〜
- 私はラブ・リーガル3 #3（モリー・ハラー〈ロミー・ローズモント〉）

#### アニメ
- アダムス・ファミリー（祖母フランプ[11]）
- インクレディブル・ファミリー（セリック大使[12]）
- アメリカ物語 ファイベル/こころの宝物をさがして（ママ・マウスクビッツ）
- アメリカ物語 ファイベル/ナイトモンスターを追え!
- きつねと猟犬
- くまのプーさん（カンガ）※ポニー版、バンダイ版
- ダンボ（メイトリアーク）※ポニー版、バンダイ版
- タンタンの冒険
- ちいさなプリンセス ソフィア（グレイシア）
- バルトーク サ・マジシャン（バーバ・ヤーガ）
- ヘラクレス（アルクメネ）

### テレビアニメ
1978年
- まんが日本絵巻（明智光秀の母、鏡王女、老婆、紫式部、みつ、北条政子の母、春日姫）

1979年
- ベルサイユのばら（エリザベス夫人）

1994年
- 幽☆遊☆白書（氷女C）

1996年
- きこちゃんすまいる（めぐみの母）

1997年
- 手塚治虫の旧約聖書物語（ロトの妻）

1998年
- DTエイトロン（マリリン）
- 名探偵コナン（1998年 - 2008年、九十九七恵、永倉君子、おばあさん、看護師）

2000年
- ブギーポップは笑わない Boogiepop Phantom（如月美代）

2001年
- おジャ魔女どれみ シリーズ（2001年 - 2002年、マジョロクサーヌ）- 2シリーズ

2002年
- おじゃる丸（電話の声）

2003年
- 明日のナージャ（ラミレス夫人）

2004年
- 北へ。〜Diamond Dust Drops〜（お婆さん）
- 火の鳥（八百比丘尼）
- RAGNAROK THE ANIMATION（母親）

2005年
- 甲虫王者ムシキング 森の民の伝説（ミル）
- ブラック・ジャック（患者、ルナンの母）

2006年
- 太陽の黙示録（淑琴）

2008年
- ネットゴーストPIPOPA（雪谷月乃）
- ミチコとハッチン
- 我が家のお稲荷さま。（橋姫）

2009年
- シャングリ・ラ（草薙治子、女性キャスター）
- スティッチ!（田中さん）
- 花咲ける青少年（キャスリーン〈現代〉）
- 夢色パティシエール（天野みちこ）

2011年
- 花咲くいろは（四十万スイ）
- よんでますよ、アザゼルさん。（アンダインママ）

2012年
- 緋色の欠片（宇賀谷静紀） - 2シリーズ

2013年
- 銀の匙 Silver Spoon（御影曾祖母）
- 夜桜四重奏 〜ハナノウタ〜（槍桜マチ）

2014年
- Selector infected WIXOSS（小湊ハツ） - 2シリーズ

2015年
- クレヨンしんちゃん（天井みつ子）
- 幸腹グラフィティ（リョウの祖母）

2016年
- 亜人（山中）
- ふらいんぐうぃっち（おばあさん）
- フリップフラッパーズ（ココナのおばあちゃん）

2017年
- ペッパピッグ＠きんてれ（グランマ・ピッグ）

2018年
- Lostorage conflated WIXOSS（小湊ハツ）
- ツルネ シリーズ（2018年 - 2023年、西園寺先生） - 2シリーズ

2021年
- かげきしょうじょ!!（白川幸恵）

2022年
- 処刑少女の生きる道（オーウェル）

2023年
- 火狩りの王（2023年 - 2024年、祖母） - 2シリーズ
- 王様ランキング 勇気の宝箱（おばあさん）
- わたしの幸せな結婚（2023年 - 2025年、桂子） - 2シリーズ
- デキる猫は今日も憂鬱（優芽の祖母）
- もののがたり（辻豊穣）
- 葬送のフリーレン（2023年 - 2024年、頑固婆さん）

2024年
- 異世界失格（老婆 / ヒカリ〈老婆〉）

2025年
- ある魔女が死ぬまで（フレア）
- 雨と君と（婦人）
- キミとアイドルプリキュア♪（咲良温子）

### 劇場アニメ
- SHORT PEACE「火要鎮」（2013年、お若の母）
- 劇場版 花咲くいろは HOME SWEET HOME（2013年、四十万スイ[20]）
- 劇場版ツルネ -はじまりの一射-（2022年、西園寺先生）

### OVA
- ルパン三世 GREEN vs RED（2008年、ユキコの母）

### ゲーム
- ルパン三世 カリオストロの城 -再会-（1997年、宿屋女将）
- 真・女神転生III NOCTURNE HD REMASTER（2020年、老婆[21]）

## 受賞歴
- 第49回紀伊國屋演劇賞個人賞[22]

### シリーズ一覧
1. ↑  第3期『も〜っと!おジャ魔女どれみ』（2001年 - 2002年）、第4期『おジャ魔女どれみドッカ〜ン！』（2002年）
2. ↑  第1期（2012年）、第2期『第二章』（2012年）
3. ↑  第1期（2014年）、第2期『selector spread WIXOSS』（2014年）
4. ↑  第1期『-風舞高校弓道部-』（2018年 - 2019年）、第2期『-つながりの一射-』（2023年）
5. ↑  第1シーズン（2023年）、第2シーズン（2024年）
6. ↑  第一期（2023年）、第二期（2025年）

### 初出話一覧
1. ↑  第19話初出
2. 1 2 3  第1話初出
3. ↑  第26話初出
4. ↑  第3話初出
5. ↑  第5話初出
6. ↑  第22話初出
7. ↑  第17話初出
8. ↑  第16話初出
9. ↑  第10話初出
10. ↑  第11話初出
11. ↑  第2話初出
12. ↑  第28話初出